# Humularia upembae
Humularia upembae är en ärtväxtart som beskrevs av Paul Auguste Duvigneaud. Humularia upembae ingår i släktet Humularia och familjen ärtväxter. Inga underarter finns listade i Catalogue of Life.